# 藤堂高則
藤堂 高則（とうどう たかのり、天文18年 (1549年)  - 元亀元年（1570年9月?日）は、戦国時代の武将。

## 生涯
天文18年（1549年）、近江犬上郡藤堂村（現・滋賀県犬上郡甲良町在士）の土豪・藤堂虎高の長男として生まれる。弟に藤堂高虎などがいる。